# Krtičník křídlatý
Krtičník křídlatý (Scrophularia umbrosa) je vytrvalá bylina z rodu krtičník, dosahující výšky až 1,3 m. Vyskytuje se ve dvou poddruzích. Patří k ohroženým druhům na Červeném seznamu ČR.

## Popis
Dorůstá výšky 0,4 – 1,3 m. Listy mají vejčitý tvar, dosahují délky až 16 cm a šířky až 8 cm. Květenstvím je hrozen složený ze stopkatých vrcholíků, plodem tobolka. Kvete od července do září. Jeho lodyhy jsou zřetelně křídlaté.

## Výskyt

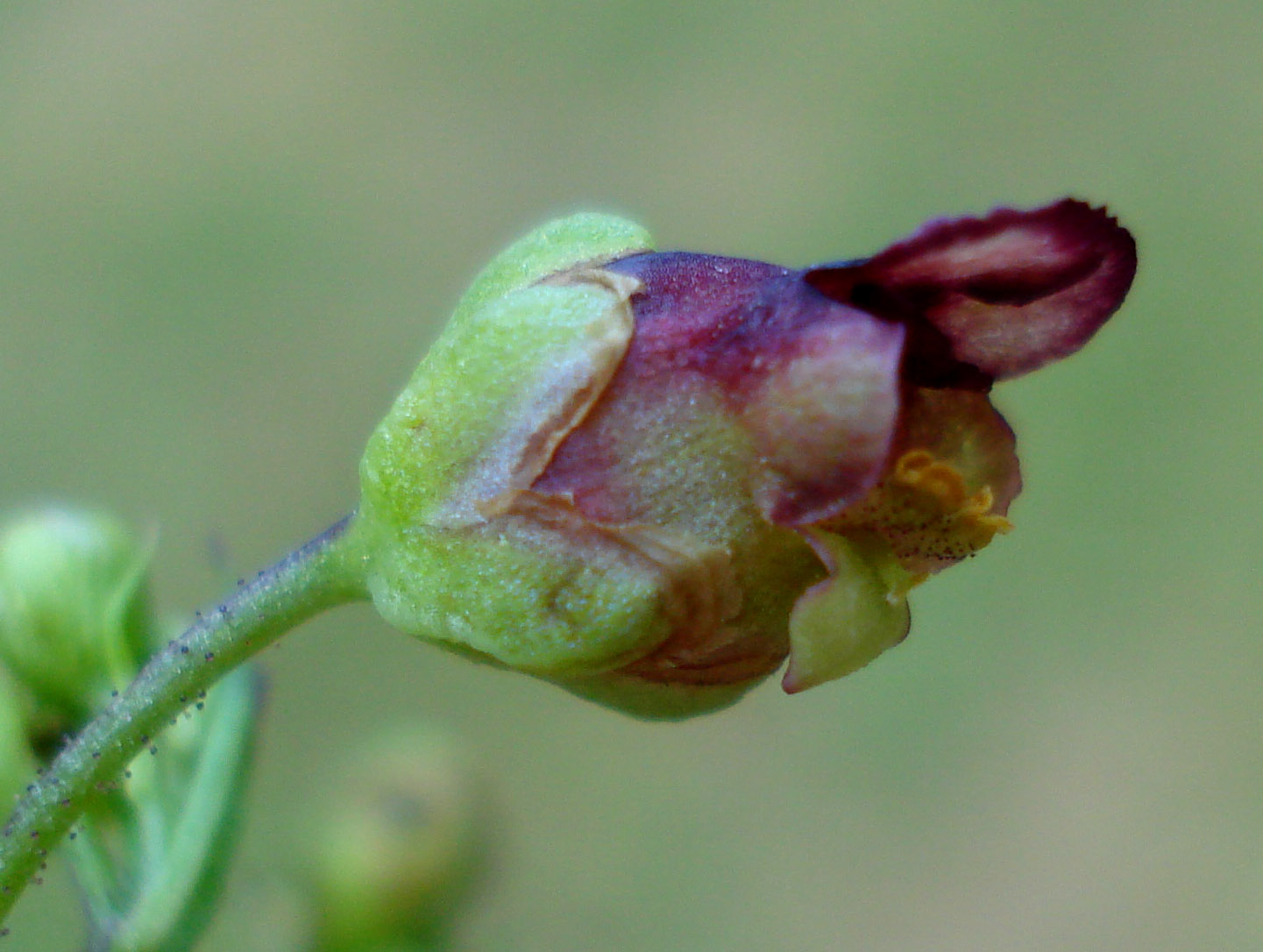
Detail květu

Roste na severní polokouli. V ČR se vyskytuje na celém území v nížinách a pahorkatinách. V Evropě na britských ostrovech, od Francie až do Povolží; na severu po sever Polska, izolovaně v jižní Skandinávii; na jihu po Itálii a Řecko, dále v Malé Asii, na Kavkaze, izolovaně ve Střední Asii. Roste u vodních toků, na zamokřených polích, vlhkých loukách a bažinách.

## Poddruhy
Vyskytuje se ve dvou poddruzích: S. u. subsp. umbrosa (k. k. pravý) se srdčitým staminodiem nahoře uvnitř květu a s křídly užšími než lodyha a vzácnější S. u. subsp. neesii (k. k. Neesův) s příčně eliptickým staminodiem a s lodyžními křídly alespoň tak širokými, jako je lodyha.